# سماك بن سعد
سماك بن سعد بن ثعلبة الخزرجي الأنصاري صحابي جليل من قبيلة الخزرج من الأنصار شهد مع النبي محمد ﷺ غزوة بدر وغزوة أحد وهو أخو الصحابي بشير بن سعد.